# Koersbal op de Paralympische Zomerspelen 1988
Op de VIIIe Paralympische Spelen die in 1988 werden gehouden in het Zuid-Koreaanse Seoel was koersbal een van de 18 sporten die werd beoefend tijdens deze spelen. Het was de op een na laatste keer dat koersbal op het programma stond, in 1996 kwam koersbal nog eenmaal terug op het programma.

## Mannen

### Paren
| Klasse | land | Goud                      | land | Zilver                       | land | Brons                     |
| ------ | ---- | ------------------------- | ---- | ---------------------------- | ---- | ------------------------- |
| 2-6    | AUS  | Roy Fowler Stan Kosmala   | IRL  | William Behan Francis Bell   | GBR  | John Gronow Ken Bridgeman |
| LB2    | GBR  | Bernard Wessier Neil Shaw | AUS  | David Boldery Clifford Swann | NZL  | John Davies Peter Horne   |

### Individueel
| Klasse      | land | Goud          | land | Zilver         | land | Brons         |
| ----------- | ---- | ------------- | ---- | -------------- | ---- | ------------- |
| 2-6         | GBR  | Ken Bridgeman | GBR  | John Gronow    | AUS  | Neville Read  |
| LB1         | GBR  | Ralph Foster  | KOR  | Ho Joon Shon   | KOR  | Chang Bok Lee |
| LB2         | NZL  | Peter Horne   | GBR  | Richard Coates | AUS  | John Forsberg |
| Tetraplegie | GBR  | K. Ellison    | GBR  | Isabel Barr    | GBR  | T. Taylor     |

## Vrouwen

### Individueel
| Klasse | land | Goud          | land | Zilver           | land | Brons         |
| ------ | ---- | ------------- | ---- | ---------------- | ---- | ------------- |
| 2-6    | IRL  | Teresa Mullen | KEN  | Patricia Kihungi | GBR  | Hazel Randall |

Atletiek · Bankdrukken · Basketbal · Boogschieten · Boccia · CP-voetbal · Gewichtheffen · Goalball · Judo · Koersbal · Schermen · Schietsport · Snooker · Tafeltennis · Tennis · Volleybal · Wielersport · Zwemmen
Tel Aviv 1968 ·
Heidelberg 1972 ·
Toronto 1976 ·
Arnhem 1980 ·
New York & Stoke Mandeville 1984 ·
Seoel 1988 ·
Atlanta 1996